# سخن و سخنوران
سخن و سخنوران کتابی است نوشتهٔ بدیع‌الزمان فروزانفر در شرح احوال و نقد و سنجش آثار ۵۵ تن نامورترین شاعران پارسی‌گوی قرن‌های سوم تا ششم هجری. سخن و سخنوران اولین بار در سال‌های ۱۳۰۸ و ۱۳۱۲ در تهران به چاپ رسیده‌است. فهرست عنوان فصل‌های کتاب چنین است:

## فهرست
1. حنظله بادغیسی
2. ابوسلیک
3. ابوالحسن شهید بن حسین بلخی
4. ابوعبدالله جعفر بن محمد رودکی سمرقندی
5. ابوشکور بلخی
6. ابوعبدالله محمد بن صالح ولواجی
7. ابوطاهر طیب بن محمد خسروانی
8. ابوالعباس فضل بن عباس ربنجنی
9. ابوعبدالله محمد بن حسن معروفی بلخی
10. ابومنصور دقیقی
11. ابوالحسن علی بن محمد غزوانی لوکری
12. منجیک ابوالحسن علی بن محمد ترمذی
13. ابوبکر محمد بن علی خسروی سرخسی
14. حکیم کسایی مروزی
15. ابومنصور عماره بن محمد مروزی
16. بدیع بلخی
17. استغنایی نیشابوری
18. ترکی کشی ایلاقی
19. ابوالمؤید رونقی بخاری
20. معنوی بخاری
21. ابوالقاسم فردوسی طوسی
22. عنصری
23. غضائری رازی
24. ابوالحسن علی بن جولوغ فرخی سیستانی
25. منوچهری دامغانی
26. زینبی علوی
27. ابونظر عبدالعزیز بن منصور عسجدی مروزی
28. استاد ابوالحسن علی بهرامی سرخسی
29. ناصرخسرو
30. ابوحنیفه اسکافی
31. ازرقی هروی
32. مسعود سعد سلمان لاهوری
33. معزی
34. عمعق بخارایی
35. ادیب صابر
36. سنایی غزنوی
37. عبدالواسع جبلی
38. سوزنی سمرقندی
39. رشید وطواط
40. انوری
41. امیر فخرالدین بن خالد بن ربیع
42. محمد بن علی سمائی مروزی
43. اثیرالدین شرف‌الحکما فتوحی مروزی
44. شهاب‌الدین ابوالحسن طلحه
45. فخرالدین اسعد گرگانی
46. ابونصر علی بن احمد اسدی طوسی
47. قطران تبریزی
48. کافی ظفر همدانی
49. ابوطاهر خاتونی
50. عمادی
51. اثیر اخسیکتی
52. جمال‌الدین اصفهانی
53. مجیرالدین بیلقانی
54. فلکی شروانی
55. خاقانی شروانی